# Kuressaare församling
Kuressaare församling (estniska: Kuressaare kogudus) är en församling som tillhör Saarte kontrakt inom den Estniska evangelisk-lutherska kyrkan. Församlingen omfattar staden Kuressaare samt en mindre del av Lääne-Saare kommun (området runt småköpingen Nasva) på ön Ösel.

## Större orter
- Kuressaare (stad)
- Nasva (småköping)